# (3445) Pinson
(3445) Pinson es un asteroide perteneciente al cinturón de asteroides, descubierto el 16 de marzo de 1983 por Ewan Barr desde la Estación Anderson Mesa (condado de Coconino, cerca de Flagstaff, Arizona, Estados Unidos).

## Designación y nombre
Designado provisionalmente como 1983 FC. Fue nombrado Pinson en honor al astrónomo norteamericano y geólogo William Hamet Pinson, Jr.